# Gusle

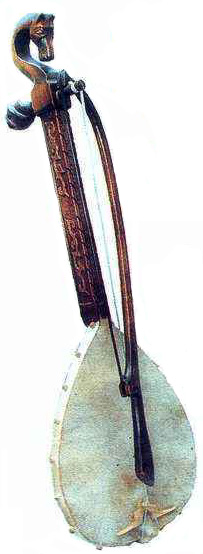
Srbské gusle

Gusle (srb. гусле, albán. lahuta, bulh. гусла gusla) jsou tradiční balkánský smyčcový strunný nástroj s jednou nebo dvěma strunami.
Jeho název pochází ze společného slovanského slova (housle, husle), které označovalo strunný hudební nástroj. Gusle se velmi podobají arabskému hudebnímu nástroji rabáb, který byl používán v Osmanské říši. Na gusle se nehraje sólo, ale hra vždy doprovází hlas hráče zvaného guslar, který zpívá nebo vypráví tradiční písně, balady a legendy.